# Kanunnik
Kanunnik (Latijn: canonicus, afgeleid van Grieks: κανονικός, kanonikós (regulier, betrokken op een regel)), ook koorheer, is een titel die wordt verleend aan bepaalde geestelijken binnen enkele christelijke kerkgemeenschappen.
Onderscheiden worden:
- seculiere kanunnik, ook domheer, stiftsheer of kapittelheer
- reguliere kanunnik

Vrouwen in wereldlijke stiften worden stiftdames, joffers of kanunnikessen genoemd.